# Ivana Miloš
Ivana Miloš Prokopić (Fiume, 7 marzo 1986) è una pallavolista croata.
Gioca nel ruolo di centrale nel Târgoviște.

## Carriera

### Club
La carriera di Ivana Miloš comincia nel 2001 quando entra a far parte della squadra del Rijeka, militante nel massimo campionato croato, dove resta per dieci stagioni vincendo quattro scudetti e cinque coppe nazionali consecutive. Nella stagione 2010-11 si trasferisce nell'İqtisadçı, mentre nella stagione successiva resta nel Superliqa azera, giocando per la Lokomotiv Baku, con la quale si aggiudica la Challenge Cup.
Nella stagione 2012-13 viene ingaggiata dal Forlì Bologna, neo-promossa nella Serie A1 italiana, campionato dove resta anche nella stagione successiva, vestendo la maglia dell'AGIL di Novara. Lascia l'Italia nel campionato 2014-15 per andare a giocare nella Voleybol 1. Ligi turca col Bursa BB, dove vince per la seconda volta la Challenge Cup; resta a Bursa anche nel campionato seguente, vestendo però la maglia del Nilüfer. Nella stagione 2016-17 torna al Bursa BB, vincendo ancora una Challenge Cup.
Nell'annata 2017-18 è nuovamente nella Serie A1 italiana, questa volta con il San Casciano, mentre nell'annata seguente fa ritorno all'HAOK Rijeka fino al gennaio 2019, quando si accasa al Pursaklar, nel campionato cadetto turco per il finale di stagione. Nel campionato 2019-20 emigra in Romania, partecipando alla Divizia A1 con il Târgoviște.

### Nazionale
Entra a far parte, oltre delle nazionali giovanili croate, con cui vince una medaglia d'oro al campionato europeo under 18 2003, anche della nazionale croata con la quale, nel 2009, si aggiudica il bronzo ai Giochi del Mediterraneo.

## Palmarès

### Club
- Campionato croato: 4

2006-07, 2007-08, 2008-09, 2009-10
- Coppa di Croazia: 5

2005, 2006, 2007, 2008, 2009
- Challenge Cup: 3

2011-12, 2014-15, 2016-17

### Nazionale (competizioni minori)
- Campionato europeo under 18 2003
- Giochi del Mediterraneo 2009